# Twantay (stad)
Twantay är en stad i Myanmar. Den ligger i Rangoonregionen, i den södra delen av landet, 300 km söder om huvudstaden Naypyidaw. Twantay ligger 14 meter över havet och folkmängden uppgick till cirka 43 000 invånare vid folkräkningen 2014.

## Geografi
Terrängen runt Twantay är mycket platt. Runt Twantay är det tätbefolkat, med 570 invånare per kvadratkilometer. Omgivningarna runt Twantay är en mosaik av jordbruksmark och naturlig växtlighet.

## Klimat
Savannklimat råder i trakten. Årsmedeltemperaturen i trakten är 25 °C. Den varmaste månaden är april, då medeltemperaturen är 30 °C, och den kallaste är december, med 24 °C. Genomsnittlig årsnederbörd är 2 838 millimeter. Den regnigaste månaden är juli, med i genomsnitt 663 mm nederbörd, och den torraste är februari, med 1 mm nederbörd.